# Pitkäjärvi (sjö i Kivijärvi, Mellersta Finland)
Pitkäjärvi är en sjö i Finland. Den ligger i kommunen Kivijärvi i landskapet Mellersta Finland, i den centrala delen av landet, 300 km norr om huvudstaden Helsingfors. Pitkäjärvi ligger 158,3 meter över havet. I omgivningarna runt Pitkäjärvi växer i huvudsak blandskog. Den är 15,2 meter djup. Arean är 36,9 hektar och strandlinjen är 6,82 kilometer lång. Sjön  ingår i Kymmene älvs huvudavrinningsområde. 